# Sabine Buxhofer
Sabine Buxhofer (* 3. Juli 1979 in Feldkirch als Sabine Kempter) ist eine ehemalige österreichische Triathletin und Duathletin.

## Werdegang
Sabine Buxhofer hat Sportwissenschaften an der Universität Salzburg studiert, trägt den akademischen Grad Magister und ist als Bundespolizistin tätig.

### Ironman Hawaii 2013
Seit 2007 ist sie im Triathlonsport aktiv und im November 2012 qualifizierte sie sich in Mexiko für einen Startplatz bei der Ironman-Weltmeisterschaft 2013 auf Hawaii. Im Mai 2013 erreichte sie mit ihrem Sieg in der Altersklasse 30–34 beim Ironman 70.3 Austria zudem die Qualifikation für die Ironman-70.3-Weltmeisterschaft in Las Vegas. Seit Juni 2013 ist sie mit dem Triathleten Matthias Buxhofer verheiratet.
Bei den Europäischen Triathlon-Polizeimeisterschaften wurde sie im August 2014 in Bremen als beste Österreicherin Fünfte auf der olympischen Distanz (1,5 km Schwimmen, 40 km Radfahren und 10 km Laufen).
Nach einer Mutterschaftspause war sie seit 2017 wieder im Renngeschehen dabei. Seit 2021 tritt Sabine Buxhofer nicht mehr international in Erscheinung.
Sabine Buxhofer startete für den Verein Tri Dornbirn.

## Sportliche Erfolge
| Datum/Jahr    | Rang | Wettbewerb                                           | Austragungsort        | Zeit       | Bemerkung |
| ------------- | ---- | ---------------------------------------------------- | --------------------- | ---------- | --- |
| 11. Juli 2021 | 4    | Trans Vorarlberg Triathlon                           | Rankweil              | 02:16:11,7 | auf der olympischen Distanz; Vorarlberger Landesmeisterin                                                                                              |
| 25. Aug. 2019 | 14   | ÖTRV Staatsmeisterschaft Triathlon Mitteldistanz     | Bregenz               | 05:03:36   | Triathlon-Staatsmeisterschaft beim Trans Vorarlberg Triathlon                                                                                          |
| 10. Sep. 2018 | 178  | Ironman 70.3 World Championships                     | Port Elizabeth        | 05:12:14   | 29. Rang in der AG 35–39 |
| 14. Juli 2018 | 1    | Obergrechter Isamännli                               | Faschina              | 00:41:36   | 400 m Schwimmen im Seewaldsee in Fontanella, 3,5 km und 100 hm Laufen vom See bis nach Fontanelle und 4,5 km mit 400 hm Radfahren hinauf nach Faschina |
| 30. Juni 2018 | 2    | Unterallgäu-Triathlon                                | Ottobeuren            | 02:16:58,1 | Olympische Distanz |
| 17. Juni 2018 | 5    | Triathlon Bregenz                                    | Bregenz               | 02:33:03,5 | bei der Erstaustragung; auf der olympischen Distanz |
| 26. Mai 2018  | 2    | USPE Europäische Polizeimeisterschaften im Triathlon | Almere                | 00:25:33   | Vizeeuropameister hinter Deutschland in der Mannschaftswertung (mit Romana Slavinec und Martina Donner)                                                |
| Juni 2017     | 2    | Unterallgäu-Triathlon                                | Ottobeuren            |            | Olympische Distanz |
| 11. Juni 2017 | 3    | Neufelder Triathlon                                  | Neufeld an der Leitha | 02:21:31   | |
| 13. Mai 2017  | 2    | Vulkanland-Triathlon                                 | Riegersburg           | 01:23      | Zweite hinter Martina Donner |
| 22. Aug. 2015 | 10   | Ironman 70.3 Budapest                                | Budapest              | 04:44:35   | Siegerin der Altersklasse 35-39 |
| 5. Juli 2015  | 13   | Ironman 70.3 Norway                                  | Haugesund             | 04:50:38   | als drittbeste Amateurin – 35 Minuten hinter der Siegerin Eva Wutti                                                                                    |
| 21. Juni 2015 | 3    | Triathlon Lauingen                                   | Lauingen              | 04:29:03   | [ 5 ] |
| 15. Aug. 2015 | 2    | Jannersee Triathlon                                  | Lauterach             | 00:50:57,6 | Zweite hinter Pia Totschnig und damit Vorarlberger Landesmeisterin auf der Sprintdistanz (400 m Schwimmen, 16 km Radfahren und 4 km Laufen)            |
| 24. Aug. 2014 | 12   | Triathlon de Lausanne                                | Lausanne              | 02:31:50,5 | auf der olympischen Distanz 2. Rang in der Klasse W35-44                                                                                               |
| 16. Aug. 2014 | 4    | Jannersee Triathlon                                  | Lauterach             |            | hinter der Siegerin Lydia Waldmüller |
| 10. Aug. 2014 | 5    | USPE Europäische Polizeimeisterschaften im Triathlon | Bremen                | 02:18:58   | als beste Österreicherin auf der olympischen Distanz (1,5 km Schwimmen, 40 km Radfahren und 10 km Laufen)                                              |
| 15. Juni 2014 | 22   | Challenge Kraichgau                                  | Kraichgau             | 04:59:31   | Deutsche Meisterschaft auf der Mitteldistanz |
| 1. Juni 2014  | 2    | Luschnouar Ironmännli                                | Lustenau              | 00:57:26,9 | Vorarlberger Landesmeisterin auf der Sprintdistanz |
| 25. Mai 2014  | 21   | Ironman 70.3 Austria                                 | St. Pölten            | 04:53      | 2. Rang in der Altersklasse |
| 10. Mai 2014  | 1    | Austrian 1/2 Iron Triathlon                          | Mureck                | 04:33:00,9 | erster Sieg auf der Mitteldistanz am Röcksee |
| 25. Aug. 2013 | 8    | Trans Vorarlberg Triathlon                           | Bregenz               | 05:03:03   | |
| 17. Aug. 2013 | 2    | Jannersee Triathlon                                  | Lauterach             |            | Vorarlberger Vizelandesmeisterin auf der Sprintdistanz                                                                                                 |
| 20. Juli 2013 | 7    | Allgäu Triathlon                                     | Immenstadt            | 04:55:32   | Dritte bei der Allgäu Classic in der Altersklasse F30-34 (2 km Schwimmen, 80 km Radfahren und 20 km Laufen)                                            |
| 2. Juni 2013  | 1    | Luschnouar Ironmännli                                | Lustenau              | 00:47:19,4 | |
| 26. Mai 2013  | 6    | Ironman 70.3 Austria                                 | St. Pölten            | 04:24:54   | Siegerin der Altersklasse F30-34 und damit erfolgreiche Qualifikation für die Ironman 70.3-Weltmeisterschaft in Las Vegas                              |
| 19. Mai 2012  | 2    | Linz-Triathlon                                       | Linz                  | 04:43:22   | Zweite auf der Mitteldistanz (1,9 km Schwimmen, 90 km Radfahren und 21,1 km Laufen)                                                                    |
| 15. Aug. 2010 | 12   | USPE Europäische Polizeimeisterschaften im Triathlon | Kitzbühel             | 02:17:46   | Polizei-Europameisterschaft auf der olympischen Distanz (1,5 km Schwimmen, 40 km Radfahren und 10 km Laufen)                                           |

| Datum/Jahr    | Rang | Wettbewerb         | Austragungsort | Zeit     | Bemerkung                                                                      |
| ------------- | ---- | ------------------ | -------------- | -------- | ------------------------------------------------------------------------------ |
| 12. Okt. 2018 | 131  | Ironman Hawaii     | Hawaii         | 10:32:59 | bei der Weltmeisterschaft 28. Rang in der Klasse F30-34                        |
| 30. Juni 2013 | 22   | Ironman Austria    | Klagenfurt     | 10:08:24 | als beste österreichische Amateurin 4. Rang in der Altersklasse F30-34         |
| 25. Nov. 2012 | 22   | Ironman Mexico     | Cozumel        | 10:21:28 | Siegerin der Klasse F30-34 und damit Qualifikation für den Ironman Hawaii 2013 |
| 17. Juni 2012 | 9    | Ironman Regensburg | Regensburg     | 10:08:32 | [ 10 ]                                                                         |
| 28. Aug. 2011 | 11   | Ironman Canada     | Penticton      | 10:24:27 |                                                                                |

| Datum/Jahr    | Rang | Wettbewerb        | Austragungsort | Zeit     | Bemerkung                                                            |
| ------------- | ---- | ----------------- | -------------- | -------- | -------------------------------------------------------------------- |
| 30. Apr. 2017 | 1    | Rheintal Duathlon | Marbach        | 01:02.29 | Siegerin der AK 35–44 (4 km Laufen, 17 km Radfahren und 4 km Laufen) |
| 3. Mai 2015   | 1    | Bludenz Duathlon  | Bludenz        |          | Vorarlberger Duathlon-Landesmeisterin                                |
| 5. Mai 2013   | 1    | Bludenz Duathlon  | Bludenz        | 01:14:44 | Vorarlberger Duathlon-Landesmeisterin                                |
| 29. Apr. 2012 | 4    | Rheintal Duathlon | Marbach        |          | Vorarlberger Vizelandesmeisterin, hinter Yvonne van Vlerken          |

| Datum/Jahr    | Rang | Wettbewerb                        | Austragungsort | Distanz | Zeit       | Bemerkung                    |
| ------------- | ---- | --------------------------------- | -------------- | ------- | ---------- | ---------------------------- |
| 15. Apr. 2018 | 2    | Halbmarathon Bludenz              | Bludenz        | 21 km   | 01:31:47   | Zweite hinter Denise Neufert |
| 2. Apr. 2017  | 1    | Bludenz läuft                     | Bludenz        | 14 km   | 01:02:02,8 |                              |
| 5. Okt. 2014  | 1    | Marathon der 3 Länder am Bodensee | Bregenz        | 10,5 km | 00:43:32   | Siegerin im Viertelmarathon  |
| 6. Apr. 2014  | 1    | City Run Bludenz                  | Bludenz        | 8,7 km  | 00:34:56   |                              |
| 7. Apr. 2013  | 4    | Halbmarathon Bludenz              | Bludenz        | 21 km   | 01:30:46   | Vorarlberger Landesmeisterin |

| Datum/Jahr    | Rang | Wettbewerb                                         | Austragungsort | Distanz  | Zeit                          | Bemerkung |
| ------------- | ---- | -------------------------------------------------- | -------------- | -------- | ----------------------------- | --------- |
| 21. Aug. 2021 | 8    | ÖTRV Österreichische Staatsmeisterschaft Aquathlon | Linz           | 00:35:42 | Aquathlon-Staatsmeisterschaft |           |

(DNF – Did Not Finish)